# Lilla Hyggesjön
Lilla Hyggesjön är en sjö i Alingsås kommun i Västergötland och ingår i Göta älvs huvudavrinningsområde. Sjön är 8,9 meter djup, har en yta på 0,01 kvadratkilometer och är belägen 157 meter över havet.